# Lunar Atmosphere and Dust Environment Explorer
A Lunar Atmosphere and Dust Environment Explorer (Holdi atmoszféra és por környezet kutató, rövidítve LADEE) holdszonda, melyet az Amerikai Egyesült Államokban építettek meg és 2013. szeptember 6-án indítottak. Feladata a Hold körüli térségben levő gáz állagú és szilárd részecskék vizsgálata. Műszerei között porcsapda, tömegspektrométer és lézeres adatátviteli berendezés van. Az alacsony költségvetésű holdszonda több részegységét kereskedelmi forgalomból beszerezhető részegységekből építették meg.
Pályája a Hold felszíne felett mindössze 50 kilométeres magasságban húzódik, de nem kizárt, hogy ennél alacsonyabb, 20 km magasságú pályára állítsák. A Hold gravitációs mezejének egyenetlenségei miatt ilyen alacsony pályán aktívan kell szabályozni a repülést, az ehhez használt üzemanyag elfogyása után a szonda előreláthatóan egy héten belül a Holdba csapódik.
Egy hónapos útja után a LADEE 2013. október 6-án végrehajtott hajtóműbegyújtásával Hold körüli pályára állt. A holdi pálya elérése előtt a LADEE három elliptikus keringést végzett a Föld körül, mindegyikkel egyre magasabbra jutott. Amint elég magasra került, a Hold gravitációs vonzása éreztetni kezdte hatását, a szonda begyújtotta hajtóművét és körpályára állt az égitest körül.

## Kutatási és vizsgálati célok
1. Mérje meg a sérülékeny holdi atmoszférának a sűrűségét, összetételét és időbeli változását még azelőtt, hogy azokat az emberi tevékenység módosítaná;
2. Keresse meg azt a diffuz nátrium vagy porkibocsátó forrást, amit az Apollo asztronauták észleltek a holdi expediciókon;
3. Mérje meg és dokumentálja a leereszkedés környezetében mérhető por méreteloszlását, hogy ezzel segítségére legyen a mérnököknek a jövőbeli robotmissziók tervezésében.